# Astragalus brachytropis
Astragalus brachytropis là một loài thực vật có hoa trong họ Đậu. Loài này được (Stev.) C.A.Mey. miêu tả khoa học đầu tiên.